# Castillo de Piera
El Castillo de Piera (el castrum Apiaria, llamado primeramente de Fontanet) se encuentra en el municipio de Piera (Barcelona). Está documentado desde el año 955, y ocupó el lugar de un poblado ibérico.

## Historia
Algunos historiadores le suponen un origen romano, hecho no probado documentalmente. El nombre deriva del latín Apiaria. Desde el 963 al 1010 perteneció al monasterio de San Cugat del Vallés. Pasó al vizcondado de Barcelona y, en 1030, Udalard, que lo había recibido de su padre, el vizconde Guitard, lo vendió a su mujer Riquilda. El 1063 es propiedad de Ramón Berenguer I y también lo poseyeron sus sucesores de la Ciudad Condal, como señores jurisdiccionales de la villa y término de Piera.
Jaime I de Aragón hizo repetidas visitas y estancias en el castillo de Piera, y la más larga fue la de agosto-diciembre de 1268. En 1264, el rey Conquistador entregó un privilegio a favor de sus vasallos de Piera para poder resolver en la villa misma las causas y los pleitos que les afectasen. Jaime I, en 1265 donó el Castillo a la familia Sescorts o Curtibus, caballeros y Maestres en el siglo XIV de la Orden de San Jorge de Alfama. Según el historiador Josep Barba Raventós, la donación fue una compensación por la ayuda prestada por la familia Sescorts o Curtibus (comendadores de Agramunt y señores del Castillo de Torre Salvana) en la conquista de Valencia. En el documento de donación, consta cómo a cambio la familia en caso de visita real estarían obligados a hospedar al Rey y a su séquito.  Generación tras otra permanecieron los Sescorts o Curtibus hasta el siglo XVIII cuando entroncaron con los Aguilera-Viala y tras un litigo entre Pedro Vallés Sescorts y Ventura de Viala de Aguilera - Sescorts el castillo pasó a manos de este último. Tras la desamortización la misma familia que había permanecido en el Castillo desde el siglo XIII pasó a ser dueña de facto.. Jaime I, en 1285, cedió Piera al monasterio de Poblet, pero, usando una salvaguarda, en 1291, fue reincorporado a la corona por Alfonso III de Aragón. El 1280, el rey Pedro III de Aragón había dado Piera a Guillem Ramón de Cardona. Después pasó al condado de Urgell y, por herencia, la recibió el conde Jaime, último de la saga. Le fue confiscado por el rey Fernando de Antequera, muerto en Igualada en 1416.
El sucesor, Alfonso V de Aragón, el Magnánimo, en 1431, hizo venta de la baronía de Piera (pero conservó el castillo, que no salió nunca de manos de la monarquía) al monasterio de Pedralbes, con la jurisdicción alta y baja, civil y criminal y el mero y mixto imperio. La primera abadesa y baronesa de Piera fue Elisenda de Moncada, fundadora de la comunidad de las monjas clarisas, que murió en 1447, En marzo de 1461, Juana Enríquez, mujer de Juan II de Aragón se refugió en el castillo de Piera. El monasterio de Pedralbes perdió temporalmente el dominio de Piera y la comunidad de religiosas fue castigada por haber proporcionado recursos a los consejeros barceloneses y, por este motivo, el rey Juan II dio a Pere Daura, en tiempos de la guerra, la señoría baronial pierenc.
En 1472 el monasterio de Pedralbes fue el lugar de reunión de Juan II con los consejeros de Barcelona para establecer las condiciones de la capitulación de la Ciudad Condal. El 7 de mayo de 1531, cuando era abadesa y baronesa Teresa de Cardona, una comisión de vasallos de Piera tuvo una audiencia con Carlos I de España, de visita en Barcelona, y el monarca les confirmó que debían pagar el diezmo de todas las cosechas, como siempre, y no sólo del pan y del vino, como ellos pretendían. La señoría del monasterio de Pedralbes, en 1756, obligó a que Piera sólo pudiera emplear en su escudo y sus sellos la divisa del monasterio, mientras que los consejeros pierenses defendían la heráldica monárquica de las barras de Cataluña y Aragón y la albarda con el soldado que la llevaba, cosa que no les fue permitida por la autoridad monacal.

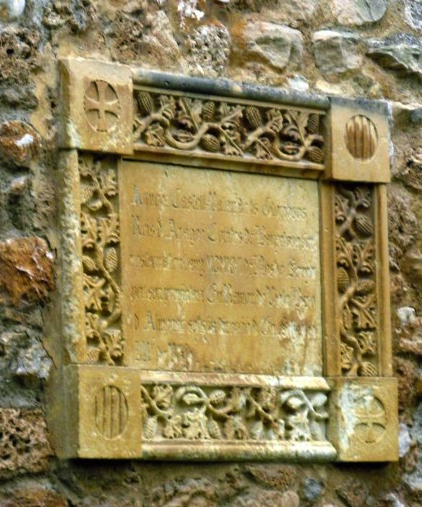
Placa en el castillo de Piera a Ramón de Viala y de Ayguavives, Barón de Almenar.

Con la abolición de los señoríos y por un acuerdo municipal de 1822, la villa de Piera recuperó la sigilografía más antigua. Para aliviar la tributación tradicional, una sentencia judicial de 1759 dictó una reducción y se acordó que el monasterio de Pedralbes debería recibir cada año por Navidad, 33 libras en moneda barcelonesa, una docena de capones, 12 gallinas, 12 perdices y 4 jarras de miel de 15 libras cada una. Lo tenía que entregar personalmente un consejero de Piera.
Al llegar la hora de la desamortización, en 1832, el Castillo de Piera se convirtió en propiedad de Ventura de Viala, barón de Almenar. En 1831 Ventura Fernando de Viala Aguilera Llopis, Comandante de los Voluntarios Realistas, Caballero de la Real de Ronda fue nombrado Vizconde del Castillo de San Jorge por Fernando VII por sus ayudas en la Guerra de Independencia. El castillo había sido heredado a finales del siglo XVIII por Ventura de Viala de Aguilera-Sescorts tras un litigio con su primo Pedro Vallés Sescorts.  Los Viala ya habitaban el castillo desde el siglo XIV al haberse emparentado con la familia Sescorts según consta en el "Nobiliario de los Reinos y Señoríos de España", por D. Francisco Piferrer (Tomo II, página 106, Num.. 832 Madrid, 1857.) La familia Sescorts o Curtibus había recibido el Castillo de Jaime I. El Año 1916 Ramón de Viala y de Ayguavives, Barón de Almenar dejó terminada una restauración magnífica. Aún hoy en día se conserva una placa que conmemora la restauración. Más adelante pasó a manos, sucesivamente, de Pedro Hornos y Caralt, de Juana Gener y de Just Oliveres i Llopart, que lo fue hasta fines del siglo XX. Sus propietarios actuales, la familia Oliveras Sastre-Marqués.